# (7769) Окуни
(7769) Оку́ни (англ. Okuni) — астероид главного пояса. Он был открыт 4 ноября 1991 года японским астрономом-любителем Сатору Отомо.

## Обозначение и название
Изначально астероид был обозначен на астрономических картах как 1991 VF4. В 2001 году он получил своё нынешнее название — Окуни, в честь японского астронома Томимару Окуни. Несмотря на это, сейчас во многих источниках ещё используется старое название.

## Сближения
| дата             | а. е.    | расстояний до Луны | небесное тело |
| ---------------- | -------- | ------------------ | ------------- |
| 28.10.2019 03:16 | 0,036343 | 14,1               | (6) Геба      |